# Hugo Gabrielson
Hugo Gabrielsson, född 24 oktober år 2002 i Hovås, är en professionell ishockeyspelare som spelar för Nybro Vikings IF i Hockeyallsvenskan. Säsongen 2021/22 spelade Gabrielsson tre matcher för Juniorkronorna.

## Klubbar
- Hovås HC
- Frölunda HC
- Halmstad Hammers HC (utlånad från Frölunda HC)
- Västerviks IK
- Nybro Vikings IF